# Municipio Cruz de Machacamarca
Das Municipio Cruz de Machamarca ist ein Verwaltungsbezirk im Departamento Oruro im Hochland des südamerikanischen Anden-Staates Bolivien.

## Lage im Nahraum
Das Municipio Cruz de Machamarca ist eins der insgesamt fünf Municipios der Provinz Litoral. Es liegt im Nordwesten der Provinz und grenzt im Nordwesten an die Provinz Sajama, im Westen an die Provinz Sabaya, im Süden an das Municipio Yunguyo del Litoral, im Südosten an das Municipio Huachacalla und im Osten und Nordosten an das Municipio Escara.
Der zentrale Ort des Municipios ist Cruz de Machacamarca mit 278 Einwohnern (Volkszählung 2012) im südöstlichen Teil des Municipios.

## Geographie
Das Klima der Region Cruz de Machacamarca ist semiarid und weist eine kurze Regenzeit im Sommer auf, der Jahresniederschlag liegt bei niedrigen 200 mm. Die Jahresdurchschnittstemperatur liegt bei knapp 6 °C ohne wesentliche Schwankungen im Jahresverlauf, aber mit starken Tagesschwankungen der Temperatur und häufigem Frostwechsel.
Die Vegetation in dieser Region entspricht der semiariden Puna. Sie ist baumlos und setzt sich vor allem aus Dornsträuchern, Gräsern, Sukkulenten und Polsterpflanzen zusammen. Sie wird wirtschaftlich als Lama-, Alpaka- und Schafweide genutzt.

## Bevölkerung
Die Einwohnerzahl ist zwischen 1992 und 2024 auf ein Vielfaches angestiegen:
| Jahr | Einwohner | Quelle       |
| ---- | --------- | ------------ |
| 1992 | 190       | Volkszählung |
| 2001 | 869       | Volkszählung |
| 2012 | 1967      | Volkszählung |
| 2024 | 1511      | Volkszählung |

Die Bevölkerungsdichte des Municipios bei der letzten Volkszählung im Jahr 2024 betrug 2,9 Einwohner/km², der Anteil der städtischen Bevölkerung war 0 Prozent, die Lebenserwartung der Neugeborenen im Jahr 2001 lag bei 60,0 Jahren.
Der Alphabetisierungsgrad bei den über 19-Jährigen beträgt 88 Prozent, und zwar 97 Prozent bei Männern und 79 Prozent bei Frauen (2001).

## Politik
Ergebnis der Regionalwahlen (concejales del municipio) vom 4. April 2010:
| Wahlberechtigte |  | Stimmen | gültig |  | MAS-IPSP |
| --------------- |  | ------- | ------ |  | -------- |
| 391             |  | 270     | 179    |  | 179      |
|                 |  | 69,1 %  | 66,3 % |  | 100,0 %  |

Ergebnis der Regionalwahlen (elecciones de autoridades políticas) vom 7. März 2021:
| Wahl- berechtigte |  | Wahl- beteiligung | gültige Stimmen |  | MAS-IPSP | PP      | UN SOL PARA ORURO | BST    | MTS    | C-A    |
| ----------------- |  | ----------------- | --------------- |  | -------- | ------- | ----------------- | ------ | ------ | ------ |
| 1.599             |  | 1.432             | 1.324           |  | 737      | 400     | 50                | 37     | 33     | 26     |
|                   |  | 89,56 %           | 92,46 %         |  | 55,66 %  | 30,21 % | 3,78 %            | 2,79 % | 2,49 % | 1,96 % |

## Gliederung
Das Municipio untergliedert sich in die folgenden zwei Kantone (cantones):
- 04-0503-01 Kanton Cruz de Machacamarca – 14 Ortschaften – 931 Einwohner – zentraler Ort: Cruz de Machacamarca
- 04-0503-03 Kanton Huayllas – 15 Ortschaften – 1.036 Einwohner – zentraler Ort: Huayllas

## Ortschaften im Municipio Cruz de Machacamarca
- Kanton Cruz de Machacamarca
  - Cruz de Machacamarca 278 Einw. – Florida Sur 252 Einw.

- Kanton Huayllas
  - Huayllas 420 Einw.